# 롤 (항공)
롤(roll)은 항공기 기수(nose)부터 꼬리(tail)까지 동체를 통과하는 전후방향의 가상의 축을 세로축으로 할 때, 세로축을 기준으로 일어나는 운동을 말한다. 이 운동은 항공기의 좌우 날개(wing:주익)에 뒷전(trailing edge:후연)에 부착된 도움날개(aileron:보조익) 작동으로 일어난다.  세로축을 중심으로 한 항공기의 운동으로 우측 보조익이 올라가면서 날개에 흐르는 공기의 기류를 변형시켜 영각(Angle of attack)이 감소하고, 이에 따라 양력이 감소되며 그 결과로 우측 날개는 내려가게 된다. 반대로 좌측 보조익은 내려가고, 영각을 증가시켜 양력이 증가되고, 좌측 날개는 위로 작용하게 된다. 따라서 항공기는 우측로 롤을 일으키는 힘이 발생한다.
1. ↑  “Aircraft Roll Motion”. 2023년 8월 17일에 확인함.